# La dignidad de los nadies
La dignidad de los nadies es una película documental dirigida por Pino Solanas.

## Sinopsis
La película se centra en la vida de diversos personajes de la Argentina luego de la crisis institucional y socioeconómica ocurrida en el país en el año 2001. Reconstruye las propuestas colectivas de los excluidos y sus esperanzas.